# 马自翔
马自翔（1988年2月9日—），中国足球运动员，中国国家女子足球队成员。曾代表中国参加2008年亚足联女子亚洲杯和2010年亚足联女子亚洲杯。